# Xaver Strauss
Xaver Strauss (ur. 29 maja 1910 w Velburg, zm. 8 grudnia 1998 w Weiden) – zbrodniarz hitlerowski, kierownik administracji obozu koncentracyjnego Mauthausen-Gusen i SS-Hauptsturmführer.
Z zawodu kupiec. Członek SS od 1933 (nr identyfikacyjny 161264) i NSDAP od 1937. Do Waffen-SS Strauss wstąpił w 1934. Służbę w obozach koncentracyjnych rozpoczął w Dachau w 1938. Następnie w latach 1938–1940 należał do personelu Flossenbürga. W maju 1940 przeniesiono go do Mauthausen, gdzie przebywał do sierpnia 1942. Wówczas skierowany został do walk na froncie wschodnim w ramach 1 Brygady Piechoty SS. Strauss powrócił do Mauthausen pod koniec lutego 1943 i pozostał tam do 7 maja 1945, sprawując wysoką funkcję kierownika obozowej administracji. Współodpowiadał za fatalne warunki pobytu i wyżywienia więźniów obozu. Brał również udział w egzekucjach i wielokrotnie znęcał się nad więźniami.
W dwunastym procesie załogi Mauthausen-Gusen przed amerykańskim Trybunałem Wojskowym w Dachau Xaver Strauss skazany został za swoje zbrodnie na dożywotnie pozbawienie wolności. Zwolniony w 1954.